# Попецух
Попецух (Pseudochelidon) — рід горобцеподібних птахів родини ластівкових (Hirundinidae). Включає два види, один з який поширений в Центральній Африці, інший — у Південно-Східній Азії.

## Поширення
Два представники роду живуть у двох географічно дуже віддалених областях. Попецух червоноокий (Pseudochelidon eurystomina) гніздиться вздовж басейну річок Конго та Убангі в Демократичній Республіці Конго. Він Перелітний, зимує в прибережній савані Габону та Республіки Конго. Попецух білоокий (Pseudochelidon sirintarae) був знайдений лише в одному місці на зимівлі на озері Буенг Борапхет у внутрішніх районах Таїланду, де його спостерігали в період з листопада по лютий. Місця його розмноження невідомі. Вважають, що це можуть бути річкові долини на півночі Таїланду чи південно-західного Китаю, у Камбоджі або М'янмі. Однак також припускають, що він взагалі може бути немігруючим птахом.

## Види
- Попецух червоноокий (Pseudochelidon eurystomina)
- Попецух білоокий (Pseudochelidon sirintarae)